# Tenor lírico ligero
El tenor lírico-ligero (también: it.: tenore di grazia, it.: tenore lirico leggero, dt.: lyrischer Tenor) es un matiz dentro del registro vocal del tenor, el cual se caracteriza por tener unos potentes agudos y unos graves suficientes.
Dependiendo del repertorio, estas voces son también llamadas tenor leggiero o tenor 'rossiniano' y se asocian con las obras de Rossini, Bellini y Donizetti, aunque Mozart también las incluyen, notablemente en La flauta mágica para el papel principal, Tamino y también para Monóstatos.
Otros papeles incluyen los de Almaviva en El barbero de Sevilla, Ramiro en La Cenicienta y Lindoro en La italiana en Argel. Esta voz, como la soprano de coloratura, posee la facilidad para moverse en las notas más altas y la ligereza que permite ornamentaciones floridas y un fraseo vivo.
Ejemplos de tenores lírico-ligero incluyen a Gilbert Duprez, Giovanni Battista Rubini, Giovanni Davide, Andrea Nozzari, Manuel García, Giuseppe di Stefano, Alfredo Kraus, Giacomo Lauri-Volpi, Gianni Raimondi, Tito Schipa, Luigi Alva, Ugo Benelli,  Rockwell Blake, Antonio Barasorda (Toño), Guillermo Silva-Marin, Francisco Araiza, Javier Camarena, Peter Schreier, Juan Diego Flórez, Maximilan Schmitt, Alessandro Bonci, Christoph Prégardien, Edgardo Rocha, Sean Panikkar, o David Alegret,Luis miguel, entre otros.

## Papeles para el tenor lírico-ligero
- Agenore, en Il re pastore, de Mozart y Pietro Metastasio[18]
- Alessandro, en Il re pastore, de Mozart y Pietro Metastasio[18]
- Argidio, en Tancredo, de Rossini y Gaetano Rossi (para tenor ligero o tenor lírico-ligero)[19]
- Belfiore, en El viaje a Reims, de Rossini y Luigi Balocchi[20]
- Belmonte, en El rapto en el serrallo, de Mozart
- Chevalier de la Force, en Diálogos de carmelitas (para tenor lírico o tenor lírico-ligero)[21]
- Conde Almaviva, en El barbero de Sevilla[22]
- Conde Hugo, en Fausto, de Spohr (para tenor ligero o tenor lírico-ligero)[23]
- Don Ramiro, en La Cenicienta, de Rossini[3]
- Elvino, en La sonámbula, de Bellini y Felice Romani[24]
- Federico, en La arlesiana, de Francesco Cilea y Leopoldo Marenco (para tenor lírico o tenor lírico-ligero)[25]
- Fenton, en Falstaff, de Giuseppe Verdi
- Geráld, en Lakmé (para tenor lírico o tenor lírico-ligero)[26]
- Giacomo V, en La dama del lago (para tenor ligero o tenor lírico-ligero)[27]
- Gotthold, en Médico y boticario, de Carl Ditters von Dittersdorf y Gottlieb Stephanie[28]
- Gualtiero, en El pirata, de Bellini y Felice Romani[29]
- Idomeneo, en Idomeneo, rey de Creta, de Mozart y Gian Battista Varesco[30]
- Leicester, en Isabel, reina de Inglaterra, de Rossini y Giovanni Schmidt (para tenor lírico o tenor lírico-ligero)[31]
- Léopold, en La judía (para tenor lírico o tenor lírico-ligero)[32]
- Monóstatos, en La flauta mágica, de Mozart y Emanuel Schikaneder[2]
- Norfolk, en  Isabel, reina de Inglaterra, de Rossini y Giovanni Schmidt (para tenor lírico o tenor lírico-ligero)[31]
- Pollione, en Norma, de Bellini y Felice Romani (aunque se ha convertido, por costumbre, en lírico spinto)[33]
- Rinaldo, en Armida (para tenor lírico o tenor lírico-ligero)[34]
- Rodrigo Di Dhu, en La dama del lago (para tenor lírico o tenor lírico-ligero)[27]
- Tamino, en La flauta mágica, de Mozart y Emanuel Schikaneder[2]
- Tito, en La clemencia de Tito, de Mozart y Caterino Mazzolà[35]